# 김광삼
김광삼(金光三, 1980년 8월 15일 ~ )은 전 KBO 리그 LG 트윈스의 투수이자, 현재 KBO 리그 LG 트윈스의 투수코치이다.

## 선수 시절

### 아마추어 시절
신일고등학교 2학년 때인 1997년에 제 51회 황금사자기 전국고교야구대회 결승 연장전에서 끝내기 안타로 팀의 승리를 이끌었고, 최우수 선수상을 수상했다.

### LG 트윈스시절
1999년 한국프로야구 신인 드래프트에서 고졸 우선 지명을 받아 입단하였다.

### 상무 야구단시절
2000년 시즌 후에 입대해 2003년에 제대했다.

### LG 트윈스복귀
2007년까지 통산 23승을 기록했는데 이 중 22승을 2003년에서 2005년 사이에 기록했다. 2006년 시즌 중 팔꿈치 수술을 받았고, 2007년까지 투수로 있다가 잠시 타자로 전향했다. 2008년부터 외야수로 출전했으나 이렇다 할 성적을 거두지 못하고 2010년부터 다시 투수로 전향했다. 2010년에는 선발 투수로 낙점됐다. 4월 11일 두산전에서 투수 복귀 후 첫 승을 기록했고, 2010년 8월 18일 한화 이글스전에서 데뷔 후 첫 완봉승을 기록했다. 복귀 후 7승 6패를 기록했다. 잠깐의 외도 후 본업으로 돌아와 '트랜스포머'라고 불렸다.
2016년 11월 29일에 방출됐다.

## 야구선수 은퇴 후
2016년 12월 6일에 LG 트윈스의 재활군 코치로 선임됐다.
이후 육성군 투수코치와 2군 투수코치를 하다가 2023년 1군 불펜코치를 하며, 통합우승에 기여하며, 선수때 못한 우승을 코치로 하였다.
2024년 1군 투수코치를 맡고 있다.

## 에피소드
- 2005년 12월 11일 KBS 《좋은사람 소개시켜줘》를 통해 지상파 연예오락 프로그램에 출연해 공개 구혼에 나섰지만 무산됐고[8], 2015년 3월 22일에 쇼핑 호스트와 결혼했다.[9]

## 출신 학교
- 서울쌍문초등학교
- 서울 신일중학교
- 신일고등학교

## 통산 기록
| 연도 | 소속   | 평균자책 | 경기 | 승 | 패 | 세 | 홀드 | 완투 | 이닝  | 피안타 | 피홈런 | 4사구 | 탈삼진 | 실점 | 자책점 | 비고 |
| ---- | ------ | -------- | ---- | -- | -- | -- | ---- | ---- | ----- | ------ | ------ | ----- | ------ | ---- | ------ | ---- |
| 1999 | LG     | 10.23    | 11   | 1  | 4  | 0  | 0    | 0    | 31.2  | 52     | 5      | 24    | 18     | 40   | 36     |      |
| 2000 | LG     | 7.5      | 12   | 0  | 0  | 0  | 0    | 0    | 18    | 27     | 5      | 9     | 10     | 15   | 15     |      |
| 2003 | LG     | 4.46     | 25   | 7  | 9  | 0  | 0    | 1    | 111   | 115    | 7      | 63    | 69     | 59   | 55     |      |
| 2004 | LG     | 4.47     | 41   | 8  | 7  | 0  | 1    | 2    | 151   | 164    | 9      | 87    | 109    | 85   | 75     |      |
| 2005 | LG     | 4.96     | 23   | 7  | 7  | 0  | 0    | 0    | 103.1 | 115    | 13     | 61    | 76     | 63   | 57     |      |
| 2006 | LG     | 4.08     | 6    | 0  | 2  | 0  | 0    | 0    | 17.2  | 19     | 0      | 16    | 10     | 10   | 8      |      |
| 2007 | LG     | 12.27    | 4    | 0  | 0  | 0  | 0    | 0    | 7.1   | 12     | 0      | 8     | 3      | 11   | 10     |      |
| 2010 | LG     | 5.68     | 24   | 7  | 6  | 0  | 0    | 2    | 111   | 125    | 10     | 64    | 60     | 74   | 70     |      |
| 2011 | LG     | 4.74     | 22   | 4  | 5  | 0  | 0    | 0    | 93    | 108    | 8      | 45    | 41     | 58   | 49     |      |
| 2012 | LG     | 4.92     | 20   | 7  | 9  | 0  | 0    | 0    | 104.1 | 114    | 3      | 47    | 46     | 63   | 57     |      |
| 통산 | 10시즌 | 5.2      | 178  | 41 | 49 | 0  | 1    | 5    | 748.1 | 851    | 60     | 424   | 442    | 478  | 432    |      |